# Domovoj (film 2008)
Domovoj (in russo Домовой?) è un film del 2008 diretto da Karen Oganesjan.

## Trama
Il film racconta di uno scrittore di nome Anton Prachenko, che sta attraversando una crisi creativa, dalla quale un killer assunto aiuta a uscire.